# Фјодор Матвејевич Апраксин
Фјодор Матвејевич Апраксин (рус. Фёдор Матвеевич Апраксин, 1661 - 10. новембра 1728) био је руски генерал-адмирал, близак сарадник Петра Великог.

## Војна служба
Као близак сарадник Петра Великог, Апраксин је био гувернер Архангељска, затим начелник Адмиралитета, па гувернер Азова. Унапредио је бродоградњу на Белом мору, изградио Азов и организовао Азовску флотилу. У северном рату (1700-1721) руководио је низом поморских и комбинованих операција. Са Петром Великим освојио је 1710. Виборг, 1712. постао је гувернер Естоније, Ингрије и Карелије, а 1713. заузео је Хелсингфорс (Хелсинки). У гангутској бици (1714) командовао је руском флотом, а после тога управљао је Финском. Од 1717. био је први председник адмиралског колегијума и сенатор; са руском флотом опустошио је 1719. шведске обале. У персијском походу 1722-1723 командовао је Каспијском флотилом. На челу Балтичке флоте био је 1723-1726, а затим је служио као члан Врховног тајног савета. Добро и поуздано је извршавао примљена наређења, али се није одликовао самосталношћу.